# Anatolië (Ottomaanse provincie)
De provincie Anatolië (Turks: Anadolu) was een van de twee kernprovincies in de beginjaren van het Ottomaanse Rijk. De provincie stond onder directe controle van de sultan. De provincie omvatte het westelijke gebied van het huidige Anatolië en de hoofdstad was Bursa. 